# Theodor Björkman
Berndt Theodor "Teddy" Björkman, född 9 oktober 1896 i Helsingfors, död 30 oktober 1966 i Kyrkslätt, var en finländsk operasångare (baryton).
Björman var son till tulltjänstemannen Karl Theodor Björkman och Olga Albertina Wahlqvist. Han gifte sig 1924 med operasångerskan Marta von Fieandt och blev efter henne änkeman 1932. Sedan 1933 var han gift med operasångerskan Anne-Charlotte Winter. Björkman erhöll studentexamen 1918 och tog examen som tulltjänsteman 1928. Åren 1919–1925 var han biträdande länsman i Hoplax distrikt och arbetade som tullinspektör 1926–1928.
Den konstnärliga banan inleddes med sångstudier vid Helsingfors konservatorium under ledning av lärare som Axel von Kothen. Därpå företog han studieresor till Milano 1924 samt Tyskland 1928 och 1932. Vid Finlands nationalopera var han engagerad 1923–1924 samt 1928–1947. Som solist för Sällskapet Muntra Musikanter konserterade han i Finland, Sverige och Norge samt gjorde därutöver en konsertresa till elva europeiska länder 1932–1933. Han var även verksam som sångpedagog.
Björkman hade flera uppdrag vid både staten och operan; bland annat var han sedan 1945 medlem av Helsingfors stads skattenämnd, medlem av Nationaloperans förvaltningsråd 1937–1940 samt sedan 1952, ordförande för Porkkalaförbundet 1944–1947, ordförande för Väst-Nyländska teaterkretsen sedan 1952 och var aktiv i Svenska folkpartiet. Han tilldelades kammarråds titel 1953.
Som grammofonsångare debuterade Björkman i mars 1929, då han tillsammans med Toivo Louko, Hanna Granfelt, Antero Suonio samt Aapo och Martti Similä inbjöds till Odeons filial i Helsingfors, där var och en gjorde insjungningar till ackompanjemang av Helsingfors stadsorkester. Nästa inspelningssession för Odeon följde i juni samma år, men då i Berlin.